# Culion (isola)
Culion è una delle isole dell'arcipelago delle Calamian; si trova nel Mar Cinese Meridionale e appartiene alle Filippine. Si trova tra l'isola di Busuanga a nord e l'isola di Linapacan a sud.
Amministrativamente l'isola fa parte della Provincia di Palawan ed è interamente contenuta nella Municipalità di Culion. Il maggiore centro è Culion City che si trova nella parte nord-est dell'isola affacciata sulla baia di Coron.
Dal 1904 al 1987 è stata sede di un lebbrosario.

## Luoghi d'interesse

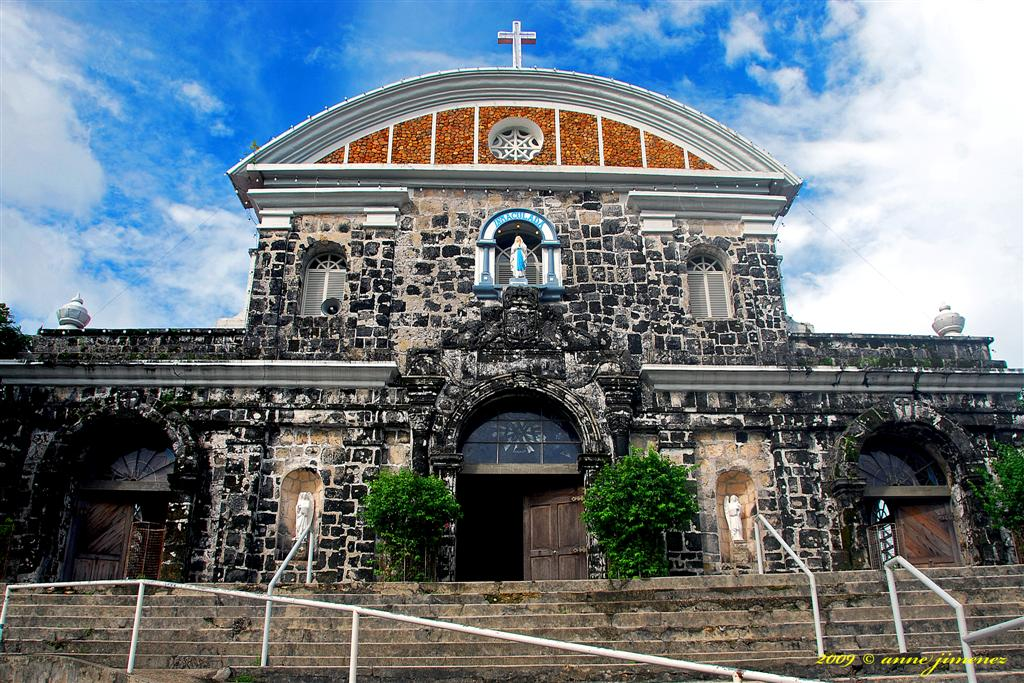
Chiesa della Inmaculada Concepción

- Museo di Culion: istituito nel 1997, utilizzando alcuni edifici del vecchio lebbrosario, contiene fotografie, libri, oggetti e ricordi della storia dell'isola e del lebbrosario.
- Fortezza spagnola: nota con il nome di Parola, la fortezza fu costruita dagli spagnoli nel 1740 per la protezione dell'isola dai pirati Mori. Dalla sua cima si gode un'eccellente vista del mare e delle isole circostanti.
- Chiesa della Inmaculada Concepción: interamente ricostruita nel 1933 dai Padri Gesuiti, sui resti della antica chiesa facente parte della fortezza costruita intorno al 1740. L'entrata principale della chiesa e le pareti, fatte di blocchi squadrati di rocce coralline, sono stati presi interamente dalla vecchia chiesa.
- Aquila di pietra: una gigantesca riproduzione dell'aquila che rappresentava il logo del dipartimento filippino della salute, realizzato con massi di roccia disposti ordinatamente sul terreno. Fu costruito nel 1926 dai lebbrosi. Si trova sul versante nord-est della collina che sovrasta il porto. Per raggiungere la cima occorre percorrere una ripida gradinata di oltre 300 scalini. Sulla cima della collina è stata posta in epoca recente una grande statua di Cristo. L'aquila e la statua sono ben visibili dal mare quando ci si approssima al porto di Culion.

## Trasporti
Esiste un aeroporto privato (sigla IATA: CUJ) utilizzato per voli locali. Al momento non vi sono voli di linea che fanno scalo a Culio.
Per raggiungere Culion ci sono due possibilità:
- in aereo fino a Busuanga e da lì prendere una banca che dal porto di Coron raggiunge Culion in circa un'ora e mezza;
- in nave con la Viva Shipping Lines che fa regolare servizio di linea da Batangas City, via Coron.